# Warägergarde

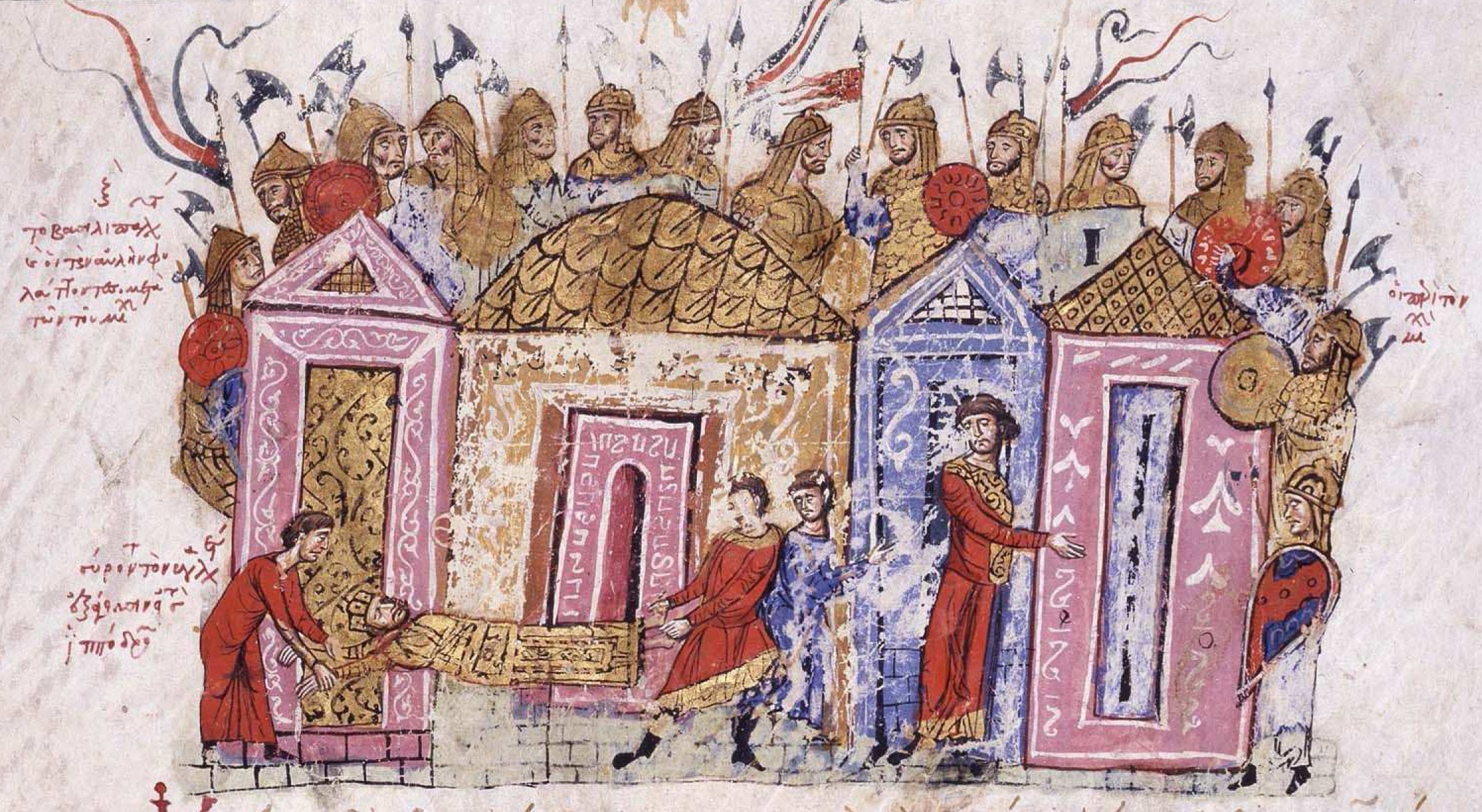
Die Warägergarde in der Chronik des Johannes Skylitzes (12. Jahrhundert)

Als Warägergarde (griechisch: Τάγμα των Βαράγγων, Tágma tōn Varángōn) wurde die von 988 bis 1204 bestehende Leibgarde des byzantinischen Kaisers bezeichnet, die zumindest anfänglich aus skandinavischen Wikingern bestand. Die von den Slawen so genannten Waräger lösten in dieser Funktion  die Excubitores ab. Die Garde war für ihren bedingungslosen Gehorsam und ihre Loyalität gegenüber dem Kaiser  gefürchtet.

## Geschichte
Die Warägergarde entstand im Jahr 988, als der Kiewer Großfürst Wladimir I. 6.000 Wikinger zur Unterstützung an den byzantinischen Kaiser Basileios II. entsandte, der sich in einem Thronstreit befand. Mit Hilfe dieser Krieger konnte er seine Macht sichern, woraufhin die Nordmänner als ständige kaiserliche Leibwache in byzantinische Dienste traten. Zunächst rekrutierte sich die Garde vor allem aus Skandinaviern und Rus, die den Handelsweg von den Warägern zu den Griechen nutzten. Ab dem späten 11. Jahrhundert, insbesondere nach der Schlacht bei Hastings 1066, stießen vermehrt angelsächsische Flüchtlinge hinzu, die vor der normannischen Herrschaft in England flohen. Das bekannteste Mitglied der Warägergarde war der spätere norwegische König Harald Hardråde, der vor seiner Thronbesteigung zahlreiche Jahre in byzantinischen Diensten stand.
Mit der Eroberung Konstantinopels durch Kreuzfahrer des Vierten Kreuzzugs im Jahr 1204 verlor die Garde ihre Funktion. Sie war die einzige byzantinische Einheit, die beim Angriff ernsthaften Widerstand leistete. Nach dem Zusammenbruch der byzantinischen Verwaltung unter der lateinischen Besatzung wurde die Garde nicht wiederaufgestellt. Auch nach der Rückeroberung Konstantinopels durch das Kaiserreich Nikaia 1261 wurde sie nicht neu gegründet.
Dennoch blieb die Warägergarde im kulturellen Gedächtnis des Reiches präsent. Ihre Loyalität, Tapferkeit und Fremdheit wurden idealisiert. Runeninschriften, unter anderem in der Hagia Sophia, zeugen bis heute von ihrer Präsenz in Konstantinopel.

## Organisation und Aufgaben
Die Warägergarde war direkt dem byzantinischen Kaiser unterstellt und wurde vom sogenannten Akolouthos (Ἀκόλουθος) befehligt, einem ranghohen Offizier, der häufig auch diplomatische Aufgaben übernahm. Die Auswahl der Mitglieder erfolgte zunächst informell, später durch gezielte Anwerbung in Nordeuropa. Als Fremde galten die Waräger als besonders loyal, da sie in die inneren Machtkämpfe des Reiches weniger verwickelt waren.
Die Garde diente nicht nur im Palast, sondern auch in Feldzügen, vor allem als Stoßtruppe. In vielen Fällen begleiteten sie den Kaiser auf Reisen oder sicherten strategisch wichtige Orte innerhalb der Hauptstadt.

## Ausrüstung
Die Waräger waren schwer bewaffnet und fielen durch ihre imposante Erscheinung auf. Sie trugen charakteristische zweihändige Äxte, häufig mit langen Schäften, sogenannte „Dänenäxte“ oder Skeggöx („Bartäxte“), die als Symbol ihrer Identität galten. Ergänzt wurde die Bewaffnung durch Schilde, Schwerter nordischer Prägung sowie Kettenhemden und konische Helme. Mit der Zeit wurden Teile der Ausrüstung an byzantinische Standards angepasst, wobei die Garde stets ihre kulturelle Eigenständigkeit bewahrte.

## Rolle im Zeremoniell
Die Warägergarde spielte eine zentrale Rolle im kaiserlichen Hofzeremoniell. Bei feierlichen Anlässen eskortierten sie den Kaiser in Paradeformation, oft in voller Rüstung, und waren Teil öffentlicher Prozessionen, Thronzeremonien und kirchlicher Feste. Ihre fremdländische Herkunft und ihre Disziplin machten sie zu einem beeindruckenden Teil der byzantinischen Selbstdarstellung. Darüber hinaus war ihnen der Schutz des Palasts, der Schatzkammern sowie des kaiserlichen Schlafgemachs anvertraut.